# Dubai Frame
Il Dubai Frame (برواز دبي in arabo, «Cornice di Dubai» in italiano) è un monumento di Dubai, situato nel Zabeel Park. È un edificio che ospita anche un museo e un osservatorio sulla sua sommità, pertanto è un'attrazione turistica oltre a detenere il primato di "cornice" più grande del mondo.

## Storia
Il progetto del Dubai Frame nasce nel 2009 dal ThyssenKrupp Elevator Architecture Award, il prestigioso concorso di idee internazionale a cui partecipano i più celebri architetti e studi professionali. Il progetto vincente per dotare Dubai di un simbolo iconico è stato quello dell'architetto Fernando Donis, scelto tra le 926 proposte di progetto pervenute, aggiudicandosi i 100.000 dollari di premio. 
L'edificio è stato completato nel corso del 2017 e aperto al pubblico il 17 gennaio 2018.

## Descrizione
Il Dubai Frame sorge all'interno del Zabeel Park e si innalza per 150 metri e conta una larghezza di 93 metri. Attraverso la grande luce interna della cornice è possibile ammirare la veduta della città vecchia. Per la sua realizzazione sono stati impiegati circa 9.900 metri cubi di cemento, 2.000 tonnellate di acciaio, 2.900 metri quadri di vetro e oltre 15.000 metri quadrati di acciaio cromato lucido effetto oro per la superficie esterna, mentre due ascensori Thyssen Krupp percorrono i 48 piani in soli 75 secondi. La complessa struttura di travi cilindriche si può notare negli spazi dell'osservatorio nella porzione superiore e in quella inferiore, che ospita il museo civico della città.